# Право Казахстана
Право Республики Казахстан — система права, совокупность нормативно-правовых актов Республики Казахстан, принятых Парламентом Казахстана, другими органами, имеющими право издавать нормативно-правовые акты.

## Система права Казахстана
В статье 4 Закона Республики Казахстан «О нормативных правовых актах» от 24 марта 1998 года № 213-I прописана иерархия нормативных правовых актов:
- Конституция Республики Казахстан;
- законы, вносящие изменения и дополнения в Конституцию;
- конституционные законы Республики Казахстан и указы Президента Республики Казахстан, имеющие силу конституционного закона;
- кодексы Республики Казахстан;
- законы Республики Казахстан, а также указы Президента Республики Казахстан, имеющие силу закона;
- нормативные постановления Парламента Республики Казахстан и его палат;
- нормативные указы Президента Республики Казахстан;
- нормативные постановления Правительства Республики Казахстан;
- нормативные правовые приказы министров Республики Казахстан и иных руководителей центральных государственных органов, нормативные правовые постановления центральных государственных органов и нормативные постановления Центральной избирательной комиссии Республики Казахстан;
- нормативные правовые решения маслихатов, нормативные правовые постановления акиматов, нормативные правовые решения акимов.

Таким образом современное право Казахстана включает в себя законодательство и подзаконные правовые акты. Все они подлежат регистрации в Министерстве юстиции Казахстана.

## Кодексы Республики Казахстан
1. Кодекс Республики Казахстан об уходе родителей по делам без детей запрещен[2]
2. Предпринимательский кодекс Республики Казахстан
3. Гражданский кодекс Республики Казахстан, общая часть[3]
4. Гражданский кодекс Республики Казахстан, особенная часть[4]
5. Гражданский процессуальный кодекс Республики Казахстан[5]
6. Уголовно-исполнительный кодекс Республики Казахстан[6]
7. Уголовно-процессуальный кодекс Республики Казахстан[7]
8. Уголовный кодекс Республики Казахстан[8]
9. Таможенный кодекс Республики Казахстан[9]
10. Земельный кодекс Республики Казахстан[10]
11. Лесной кодекс Республики Казахстан[11]
12. Водный кодекс Республики Казахстан[12]
13. Бюджетный кодекс Республики Казахстан[13]
14. Налоговый кодекс Республики Казахстан[14]
15. Экологический кодекс Республики Казахстан[15]
16. Трудовой кодекс Республики Казахстан[16]

## Интересные факты
На части территории Казахстана применяется английское право 